# Aspidimorpha bataviana
Aspidimorpha bataviana es una especie de  coleóptero de la familia Chrysomelidae. Fue descrita  en 2001 por Swietojanska.
Se encuentra en Indonesia: Bali, Borneo, Java, Sulawesi, Sumbawa.